# فريد علي (لاعب كرة قدم مواليد 1992)
فريد علي (بالسويدية: Ferid Ali)‏ هو لاعب كرة قدم سويدي في مركز الوسط، ولد في 7 أبريل 1992 في السويد. لعب مع نادي إسكلستونا.

## وصلات خارجية
- فريد علي (لاعب كرة قدم مواليد 1992) على موقع اتحاد السويد (السويدية)
- فريد علي (لاعب كرة قدم مواليد 1992) على موقع قاعدة بيانات كرة القدم.إي يو (الإنجليزية)
- فريد علي (لاعب كرة قدم مواليد 1992) على موقع Soccerway.com (الإنجليزية)